# Fundación ELLIS Alicante
La Fundación ELLIS Alicante (Fundación de la Comunitat Valenciana Unidad ELLIS Alicante) es una fundación privada de investigación con sede en Alicante, dedicada a la investigación en inteligencia artificial. La fundación forma parte de más de 30 unidades que conforman la Red ELLIS, situadas en 14 países europeos e Israel. La fundación se fundó en mayo de 2020, con un compromiso anual de 1,5 millones de euros de financiación por parte de la Generalidad Valenciana,- Asimismo, cuenta con financiación privada de la Fundación Banco Sabadell. El objetivo de la fundación "es abordar desafíos fundamentales en Inteligencia Artificial priorizando la excelencia científica y el impacto social positivo de la IA",
La fundación fue creada y actualmente está dirigida por su directora científica, Nuria Oliver. El trabajo de fundación la ya ha sido reconocido internacionalmente, incluido el liderazgo del equipo ganador del $500.000 X-Prize Pandemic Response Challenge, y Covid19ImpactSurvey, una encuesta ciudadana de largo plazo más grandes del mundo sobre el impacto social de Covid-19.